# Andosol

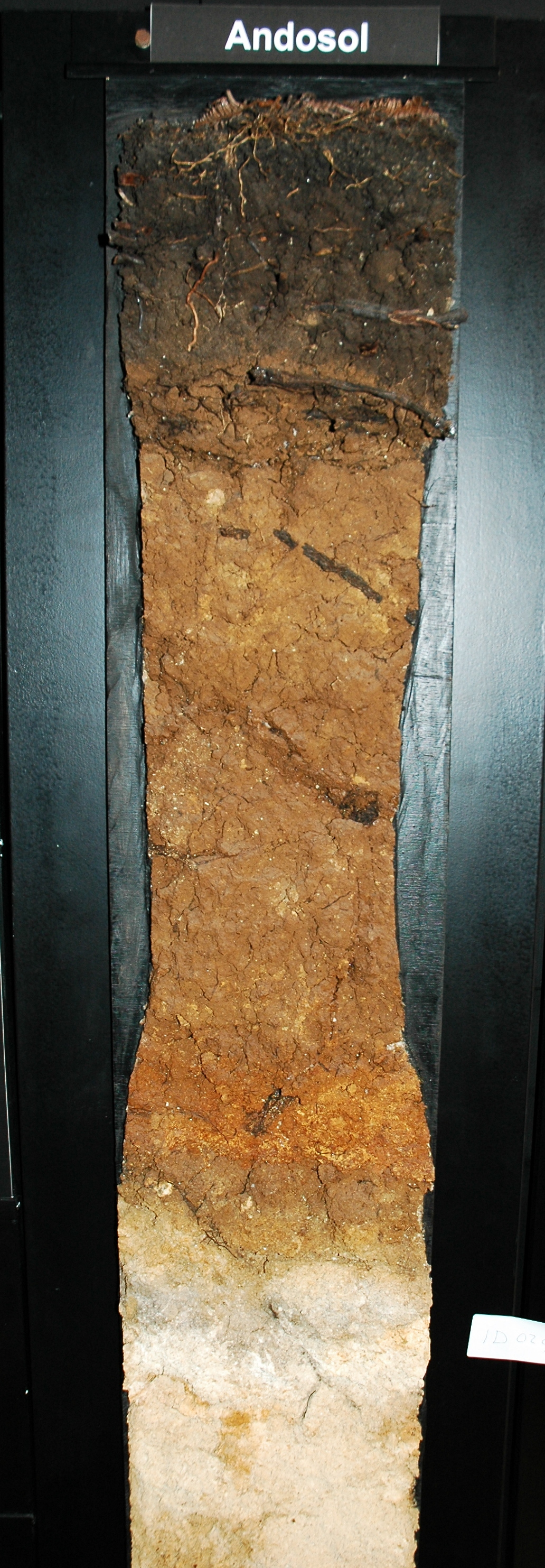
Půdní profil andosolů

Andosol je referenční třída půd v Taxonomickém klasifikačním systému půd České republiky. Název andosol je odvozen z japonských slov an - tmavý a do - půda. Andosoly vznikají z poměrně mladých vulkanických pyroklastik zvláště v tropickém a subtropickém podnebí. Substrát musí být jemný, dobře propustný, bazický vulkanický popel s vysokým obsahem vulkanického skla. Mají tmavošedý mocný (do 50 centimetrů) humusový horizont s vysokým obsahem humusu a amorfního jílovitého minerálu alofánu, který podporuje hromadění humusu a dodává půdě kyprost. Pod humusovým horizontem se pak nachází kambický andický horizont. Andosoly se vyznačují velice nízkou objemovou hmotností.
Jsou rozšířeny zejména v tropických a subtropických oblastech s recentní sopečnou činností (např. ostrovy jihovýchodní Asie, jižní Japonsko, východní Afrika, Střední Amerika, Chile, Nový Zéland); vyskytují se však i v mírném a chladném podnebném pásu (Island, Kamčatka).
Půdním typem referenční třídy andosoly je andozem.